# 中九龍繞道
中九龍繞道（英語： Central Kowloon Bypass）是香港6號幹線的一部份，連接油尖旺區油麻地及觀塘區茶果嶺，分為油麻地段和九龍灣段兩條隧道，亦於油麻地和啟德出入口設有交匯處。
油麻地段隧道（英語： Yau Ma Tei Section Tunnel）貫通九龍西油麻地、京士柏、何文田、土瓜灣、啟德至九龍東的九龍灣，在興建時被稱中九龍幹線（英語：Central Kowloon Route）的隧道部份，全長4.7公里，當中3.9公里為隧道部分。全線均為三線雙程分隔，預計於2025年12月啟用。該段隧道將減輕柯士甸道、梳士巴利道、培正道、佛光街、漆咸道、太子道、龍翔道、呈祥道、界限街、亞皆老街、加士居道、東九龍走廊、啟德隧道、 櫻桃街、渡船街、西九龍走廊等各幹道擠塞情況。路政署預計通車後，道路使用者在繁忙時間取道中九龍幹線，行程約為5分鐘，比較現時節省25至30分鐘。
九龍灣段隧道（英語： Kowloon Bay Section Tunnel）全長3公里，當中2.7公里為海底隧道，在興建時被稱T2主幹路及茶果嶺隧道（英語： Trunk Road T2 and Cha Kwo Ling Tunnel），全線均為雙線雙程分隔，預計於2026年啟用。該段隧道東面出口為茶果嶺，連接將軍澳－藍田隧道前往將軍澳南，並設有支路來往茶果嶺道及東區海底隧道。

## 歷史
2025年4月，根據立法會交通事務委員會文件，政府決定中九龍幹線及T2主幹路通車後將組成中九龍繞道，分別命名為油麻地段和九龍灣段隧道。
2025年6月，政府向立法會交通事務委員會建議中九龍繞道全線通車後開始收費。

### 油麻地段隧道（中九龍幹線）
早於1990年代，落實香港機場核心計劃後，香港政府研究中九龍幹線的方案及合適走線，曾於1998年為中九龍幹線提出一個雙程雙線隧道的方案，其後在2002年提交立法會時修訂為雙程三線隧道設計，即現時方案的雛形。當局在興建西九龍公路時，已經在油麻地交匯處設置連接中九龍幹線的預留位。
2007年至2009年，香港政府就中九龍幹線展開第一期公眾諮詢。由於中九龍幹線西九龍出入口位於油麻地甘肅街一帶，故此部份社區設施需要重建新設置，包括油麻地警署及玉器市場；路政署於此階段先行與居民及商戶溝通。
2012年12月5日，香港政府就中九龍幹線開展為期3個月的第二期公眾諮詢。於同時間的未來3個月，路政署將會完成中九龍幹綫的法定環境保護評估報告，並且向環保署署長申請批核及發出環境許可證。
2013年年中，路政署將會向香港立法會申請撥款，陸續重新設置油麻地警署及油麻地專科診所新翼。目標於2015年展開工程前，將上述所有設施先行重新設置於區內的新地址。
2017年6月24日，立法會工務小組委員會審議中九龍幹線主要工程撥款。撥款最後以18票贊成、1票反對、11票棄權獲得通過。
2017年7月19日，立法會財務委員會未能趕及在暑假休會前通過中九龍幹線主要工程撥款，意味着這項工程至少延至暑假休會後需經重新審議後才能動工。10月20日，立法會財務委員會通過中九龍幹線主要工程撥款。
2017年10月20日立法會財務委員會批准建造中九龍幹線的撥款申請，估計需要耗資423.6億元興建，需時約8年完成，目標在2025年內建成。
2017年12月19日，路政署與西松建設簽署中九龍幹線項目中何文田豎井通道合約，（合約編號：HY/2014/09），合約價值2.685億港元。工程主要包括在何文田建造一個垂直豎井通道、為隧道路段進行水平定向鑽探工程，以及進行進一步的地質勘測工程。
2018年1月10日，利基控股和南韓SK建設的聯營體，聯合中標中九龍幹線油麻地東工程合約（合約編號：HY/2014/08），合約總額50.2億港元。
2018年1月23日，路政署與金門建築簽署中九龍幹線項目中啟德西工程合約，（合約編號：HY/2014/07），合約價值約62.4億港元，主要工程包括在九龍灣建造一條約370米長的海底隧道，並進行約3公頃的相關臨時填海工程、在馬頭角建造一條約160米長的隧道，並在啟德發展區建造一條約125米長低於地面的道路及一條約170米長的地下行車道。
2018年11月1日，利基控股和南韓SK建設的聯營體，聯合中標中九龍幹線油麻地西工程合約（合約編號：HY/2014/20），合約總額34.64億港元，主要工程包括在中九龍幹線西面隧道出入口建造一段長約250米低於地面的道路、於西面隧道出入口及海泓道上建造一個面積約22000平方米的園景平台、建造引道及支路連接中九龍幹線與現有道路網、進行海泓道重新定線和重整坡度工程，以及建造連接西九龍公路及連翔道的相關橋樑。
2019年5月21日愛銘和保華聯營體，聯合中標中九龍幹線啟德東工程合約（合約編號：HY/2018/02），主要工程包括於啟德建造一段約700米長的中九龍幹線主線、啟德交匯處包括橋樑、隧道及相關地面連接路連接中九龍幹線與現有道路網，以及其他相關工程，合約總額19.74億港元。
2019年7月26日布依格土木（Bouygues Travaux Publics）中標九龍幹線項目中段隧道工程合約。工程主要包括建造一段約2.8公里長的三線雙程中九龍幹線中段隧道、在油麻地和馬頭角分別建造一條約41米長和約33米長的明挖回填式隧道、在何文田建造通風豎井、坑道及通風大樓地基，以及其他相關工程，合約預測總值約為62.26億元。
2020年11月1日，受幹線工程影響的油麻地停車場大樓開始逐步停用。
2021年1月1日，油麻地停車場大廈於當日凌晨起關閉，準備拆卸。
2021年中，負責開挖由何文田至馬頭角中段隧道的鑽挖機「星雲」運抵工地，並於同年7月16日開始先導隧道鑽挖工程。此前，油麻地至何文田中段隧道工地已經開始進行隧道鑽爆工程。
2022年1月6日，隨著鑽挖機「星雲」抵達馬頭角豎井，由何文田至馬頭角、長720米的先導隧道完成鑽挖。

### 九龍灣段隧道（T2主幹路）
東南九龍發展修訂計劃的整理可行性研究於1999年11月展開，當中首度提出興建T2主幹路連接啟德和茶果嶺。
2002年6月，行政長官會同行政會議通過根據規劃署可行性研究為發展藍本的啟德（北部）及啟德（南部）分區計劃大鋼圖（S/K19/3和S/K21/3），大綱圖內原定的T2主幹路需要透過填海來完成，可是規劃署於2004年7月展開以「不填海」為原則的《啟德規劃檢討》，當中包括T2主幹路，最後決定採用隧道方式代替填海。
2009年7月，土木工程拓展署委託工程顧問安誠-邁進聯營顧問公司進行東南九龍T2主幹路及前啟德機場南面停機坪的基礎設施的勘查研究、設計及建造。同年12月，勘查研究階段展開。2011年1月，東南九龍T2主幹路的探土工程（第一期）完成。
2013年5月14日，土木工程拓展署向海濱事務委員會啟德海濱發展專責小組提交T2主幹路有關工程的最新情況的資料文件。與此同時，T2主幹路的環境影響評估報告亦在同年獲批，而興建方法亦由原定的沉管改為採用隧道鑽挖機。
2014年9月5日，T2主幹路於憲報刊登公告。
2015年11月，承豐道下方的一段則因擴闊承豐道工程而預先興建支撐結構。
2018年6月9日，運輸及房屋局及土木工程拓展署向立法會交通事務委員會提交文件，擬斥資160億元興建「T2主幹路」及「茶果嶺隧道」。工程主合約預計2018年第三季招標，2019年下半年施工，與中九龍幹線同步於2025年完工。
2019年11月13日，T2主幹路主合約批予布依格土木（Bouygues Travaux Publics），造價為109.18億港元。
2021年11月9日，T2主幹路鑽挖機啟動禮於啟德豎井舉行，兩台鑽挖機分別名為「瑞亞」及「維多利亞」，各自負責鑽挖東、西行線隧道。

## 特色

### 工程
油麻地段隧道由啟德交匯處至油麻地交匯處之間，為了配合環境，工程分多段各有特色，包括鑽挖式隧道、明挖回填式隧道、海底隧道、高架道路及地面道路等。路政署正在進行馬頭角城市設計概念研究，希望利用興建幹線的契機，改善當區環境。初步構思是把翔龍灣以南約3公頃的沿海土地活化，建議遷移土瓜灣驗車中心，以騰出土地大量作綠化，希望該地與海心公園的整體綠化率提升至30%。
九龍灣段隧道由啟德交匯處至茶果嶺之間，主要以兩部隧道鑽挖機建造，避免工程期間影響觀塘避風塘運作。

### 通風口
油麻地段隧道西九龍隧道出口和通風大樓原設於渡船街，距離駿發花園只有150米，路政署為了避免居民受到噪音影響，把出口西移至海泓道（距御金·國峯約350米），而通風大樓則移至西九龍交匯處（距屋苑約600米）。此外，隧道出口將加建上蓋，以減低廢氣及噪音對環境的影響，採用園景上蓋，覆蓋隧道延長部分，渡船街與海泓道將會設有長達逾200米長的綠化帶。
位於啟德、何文田和油麻地的3個擬建通風大樓均有綠化設計融入周邊環境，三種方案分別為「行雲流水」：着重優美流暢的曲綫以配合生態屋頂；「順時以動」：設計模擬車輛移動時所產生的氣流；「空中花園」：以屋頂高低不同的花槽組成，靈感來自巴比倫的空中花園。

## 意外
2020年10月14日晚上，中九龍幹線何文田豎井發生工業意外，一台吊起的挖土機突然鬆脫並跌入豎井，無人受傷。
2021年4月21日下午4時許，T2主幹路的啟德工程地盤發生工業意外，一輛正在吊運混凝土吊斗的吊臂車突然傾斜，導致吊斗擊中一名約40歲男工人，傷者被送往伊利沙伯醫院搶救後證實不治。
2023年2月18日上午10時許，T2主幹路隧道挖掘工程期間發生意外，導致茶果嶺道海旁有大量泥水從海底冒出。
2023年5月16日上午9時許，一名49歲尼泊爾裔男工人在位於土瓜灣新碼頭街近九龍城碼頭中段隧道工程地盤內被大型剷車撞倒，頭部重傷昏迷，由救護車送往伊利沙伯醫院搶救後證實不治。警方將案件列作工業意外。

## 工程圖片

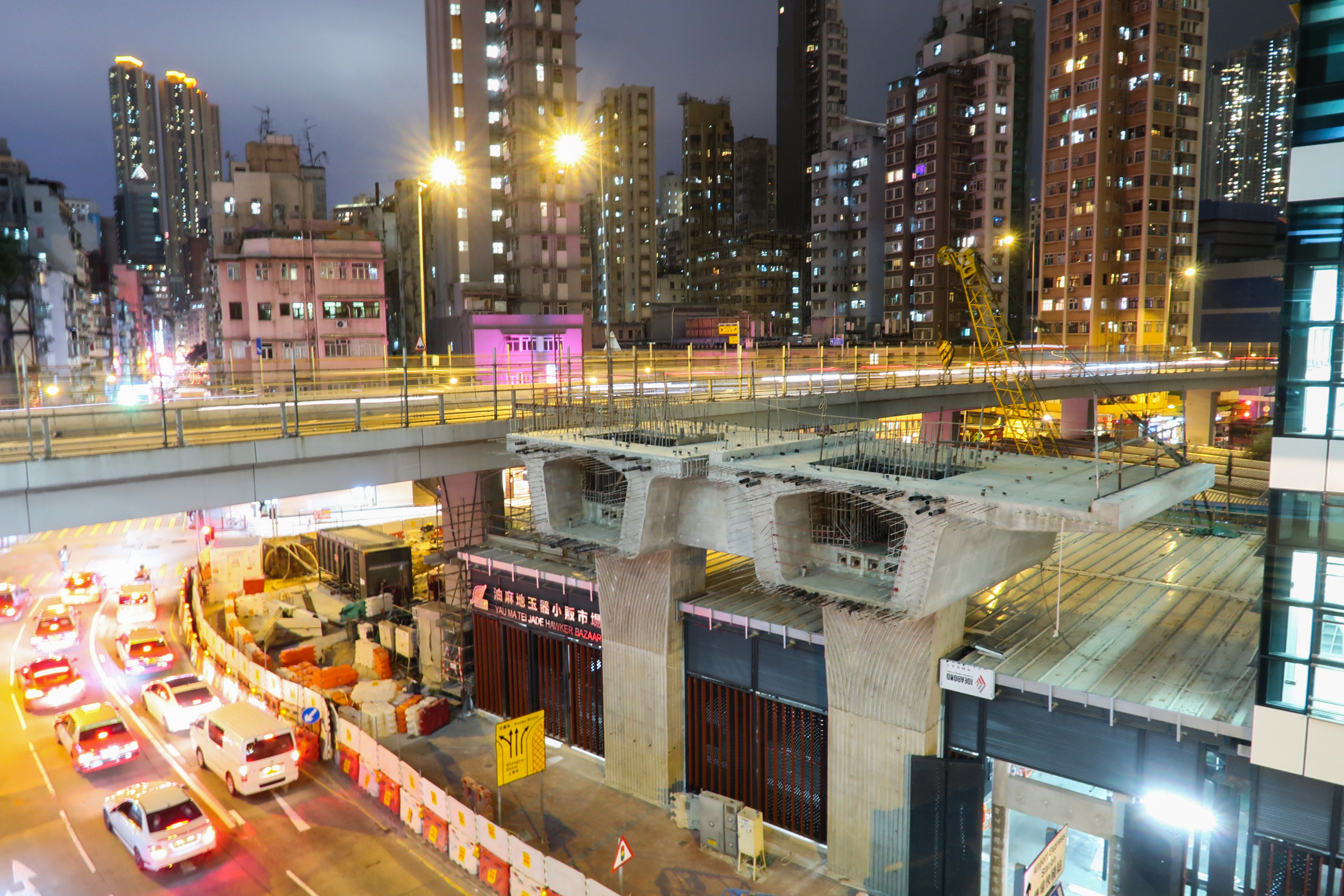
油麻地段隧道的部分天橋結構（隸屬於加士居道天橋改建工程）已經準備（2020年10月）
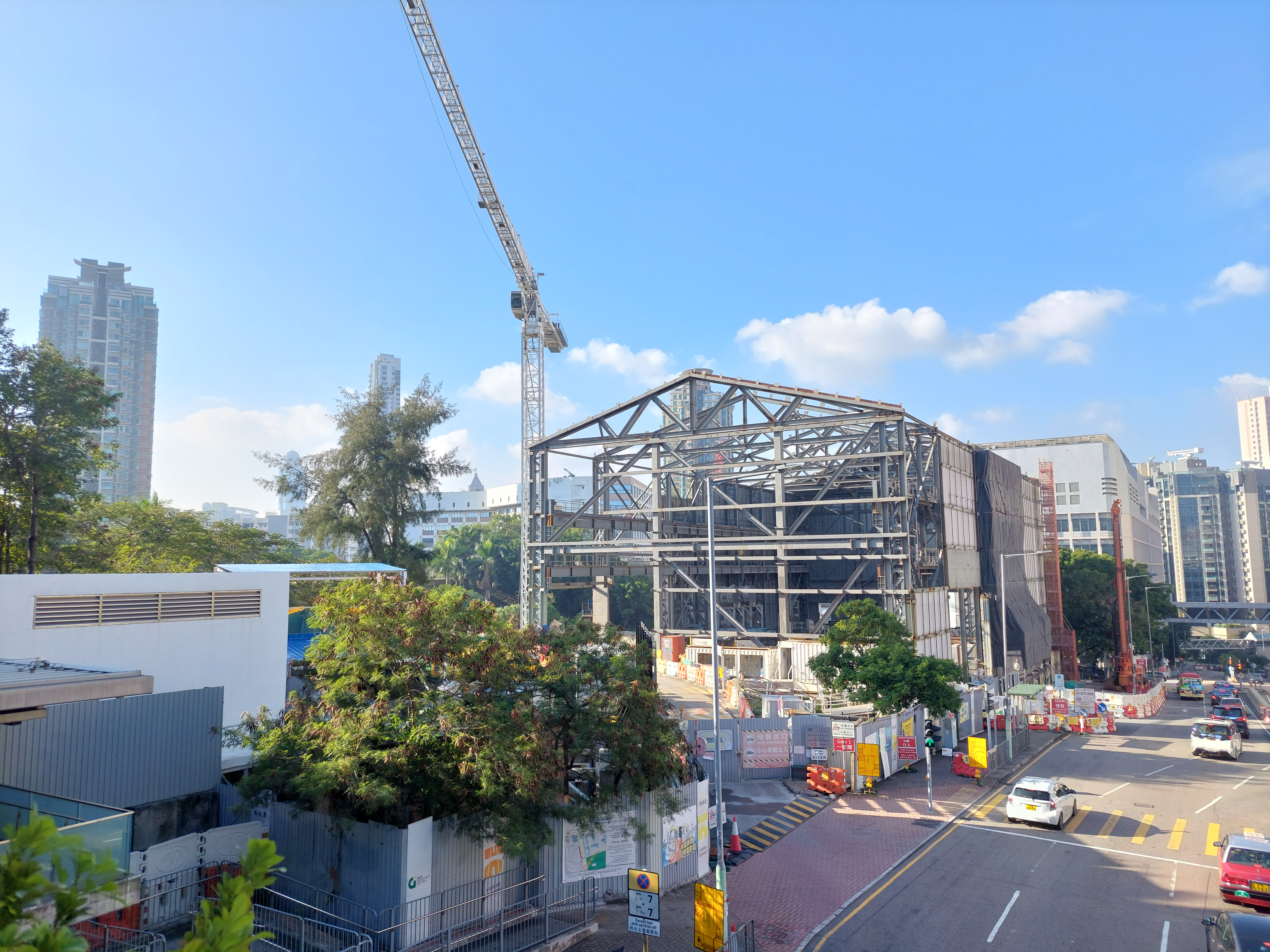
油麻地段隧道何文田段地底隧道工程（2022年11月），可見隔音罩正在拆卸，為興建通風大樓作準備
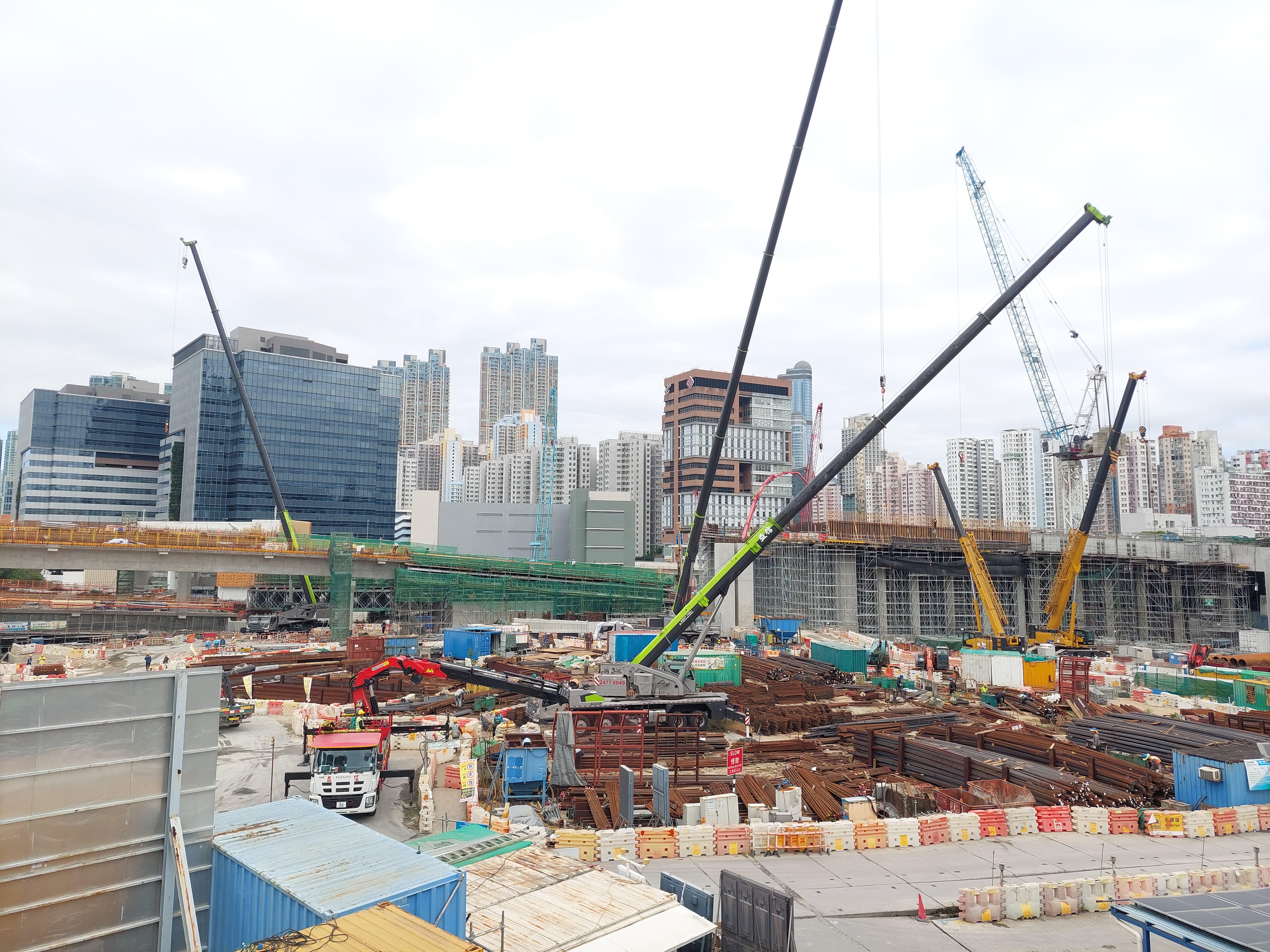
油麻地段隧道油麻地出入口工程（2023年12月）

## 外部連結
- 路政署－中九龍幹線（页面存档备份，存于）
- 中九龍幹線工程網站（页面存档备份，存于）
- T2主幹路官方網站 （页面存档备份，存于）
- 土木工程拓展署──現有工程
- 《Take me Home 生活區報》@西九龍版 # 048 （页面存档备份，存于） 2006年9月15日 P.03 專題報道，中九龍幹線工程。
- 2014年9月5日憲報 工務計劃項目第7785TH號T2主幹路 （页面存档备份，存于）

| 论 编                                                                                | 香港6號幹線 |  |
|                                                                                      |             |  |
| 中九龍繞道 – 藍田交匯處 – 將藍公路（只限將軍澳—藍田隧道一段） 斜體部分爲興建中之路段 |             |  |
|                                                                                      |             |  |